# Christian Reder
Christian Reder (* 7. April 1944 in Budapest) ist ein österreichischer Politikwissenschaftler, Hochschullehrer und Autor.

## Leben
Christian Reder studierte an der Universität Wien Staatswissenschaften. Von 1970 bis 1980 arbeitete er von Zürich aus in der Organisations- und Politikberatung, vor allem für die öffentliche Verwaltung, das Gesundheitswesen und den Medienbereich in Deutschland und Österreich. Von 1980 bis 1994 leitete er das „Österreichische Hilfskomitee für Afghanistan“, arbeitete zum Aufbau des Falter Verlages der Wochenzeitung Falter und machte Beratung für diverse Nichtregierungsorganisation und Kulturinstitutionen.
1985 wurde er zum Professor an die Universität für angewandte Kunst Wien berufen, wo er das Zentrum für Kunst- und Wissenstransfer aufbaute. Dessen Projekte konzentrierten sich auf interkulturelle „Raumforschungen“ und „Area Studies“ in Randzonen der Europäischen Union –  im Mittlerer Osten, in Nordafrika und am Schwarzen Meer. Dazu erschienen die jeweils mit Studierenden und Lehrenden kollektiv erarbeitete Publikationen Transferprojekt Damaskus, Sahara. Text- und Bildessays und Graue Donau, Schwarzes Meer. Neben Projektarbeit als solcher (Lesebuch Projekte, Daniel Defoe:  Ein Essay über Projekte) wurden fachübergreifende Themen, etwa unter dem Titel Kartographisches Denken, bearbeitet. Er wurde 2012 emeritiert.
Christian Reder ist Vorsitzender der gemeinnützigen Privatstiftung RD Foundation Vienna. Research. Developmenmt. Human Righjts, die er 2011 zusammen mit seiner Frau Ingrid Reder zur Bestärkung der Zivilgesellschaft und plausibler Projekte gründete. Er ist Autor, Essayist und Herausgeber, so der Buchreihe Edition Transfer bei Springer Wien–New York.
Die RD Foundation finanziert seit der Machtübernahme der Taliban in Afghanistan im Jahr 2021 den Vienna Process, dessen Ziel es ist ein stabiles und demokratisches Afghanistan aufzubauen.

## Schriften
- Organisationsentwicklung in der öffentlichen Verwaltung. Verantwortung, Resultate, Strukturen. Paul Haupt, Bern/Stuttgart 1977, ISBN 3-258-02692-0.
- Wiener Museumsgespräche. Über den Umgang mit Kunst und Museen. Falter Verlag, Wien 1988, ISBN 3-85439-039-4.
- Wörter und Zahlen. Das Alphabet als Code. Springer, Wien / New York 2000, ISBN 3-211-83406-0 (Volltext, PDF; 2,6 MB, auf der Website des Autors).
- Transferprojekt Damaskus. Birkhäuser, Basel 2003, ISBN 3-99043-000-9.
- Afghanistan, fragmentarisch. Springer, Wien / New York 2004, ISBN 3-211-20428-8.
- Sahara. Text- und Bildessays. Springer, Wien / New York 2004, ISBN 3-211-21078-4.
- Forschende Denkweisen. Essays zu künstlerischem Arbeiten. Springer, Wien / New York 2004, ISBN 3-211-20523-3 (Volltext, PDF; 1,3 MB, auf der Website des Autors).
- Daniel Defoe. Ein Essay über Projekte. Springer, Wien / New York 2006, ISBN 3-211-29564-X (Volltext, PDF; 5,5 MB, auf der Website des Autors). Neuauflage Mandelbaum Wien/Berlin 2022, ISBN 978-3-85476-954-5.
- Lesebuch Projekte. Birkhäuser, Basel 2006, ISBN 3-99043-061-0.
- Graue Donau, Schwarzes Meer. Springer, Wien / New York 2008, ISBN 978-3-211-75482-5.
- Kosmopolitische Impulse. Das Integrationshaus in Wien. Hrsg. mit Peter Sellars, Gerald Bast und Willi Resetarits. Springer, Wien / New York 2010, ISBN 978-3-211-99151-0 (Volltext, PDF; 18 MB, auf der Website des Autors).
- Kartographisches Denken. Springer, Wien / New York 2012, ISBN 978-3-7091-0994-6.
- Deformierte Bürgerlichkeit. Mandelbaum, Wien/Berlin 2016, ISBN 978-3-85476-495-3 (Volltext, korrigierte Version, PDF; 16 MB, auf der Website des Autors).
- Noch Jahre der Unruhe … Ali M. Zahma und Afghanistan. Mandelbaum, Wien/Berlin 2018, ISBN 978-3-85476-577-6. (Volltext, PDF; ca. 7 MB, auf der Website des Autors). Ungekürzte Persisch/Farsi-Übersetzung: Jangal Printing Studio, Teheran 2023.
- Mediterrane Urbanität. Perioden vitaler Vielfalt als Grundlagen Europas. Mandelbaum, Wien/Berlin 2020, ISBN 978-3-85476-878-4 (Volltext, PDF; 14 MB, auf der Website des Autors).
- Grenzland Ukraine. Unterdrückte Potenziale. Drastische Gewalterfahrungen. Mit einem Essay von Wolfgang Petritsch: Ukraine – Die Neuvermessung der Welt. Mandelbaum, Wien/Berlin 2022, ISBN 978-3-85476-926-2.
- Bereit zum Aufbrechen. Arbeitserfahrungen, Projekte, Versuche, Mandelbaum, Wien/Berlin 2025, ISBN 978399136-093-3

## Auszeichnungen
- 2022: Goldenes Verdienstzeichen des Landes Wien[2]
- 2012: Ehrenring der Universität für angewandte Kunst Wien